# Tenis na Letních olympijských hrách 1900

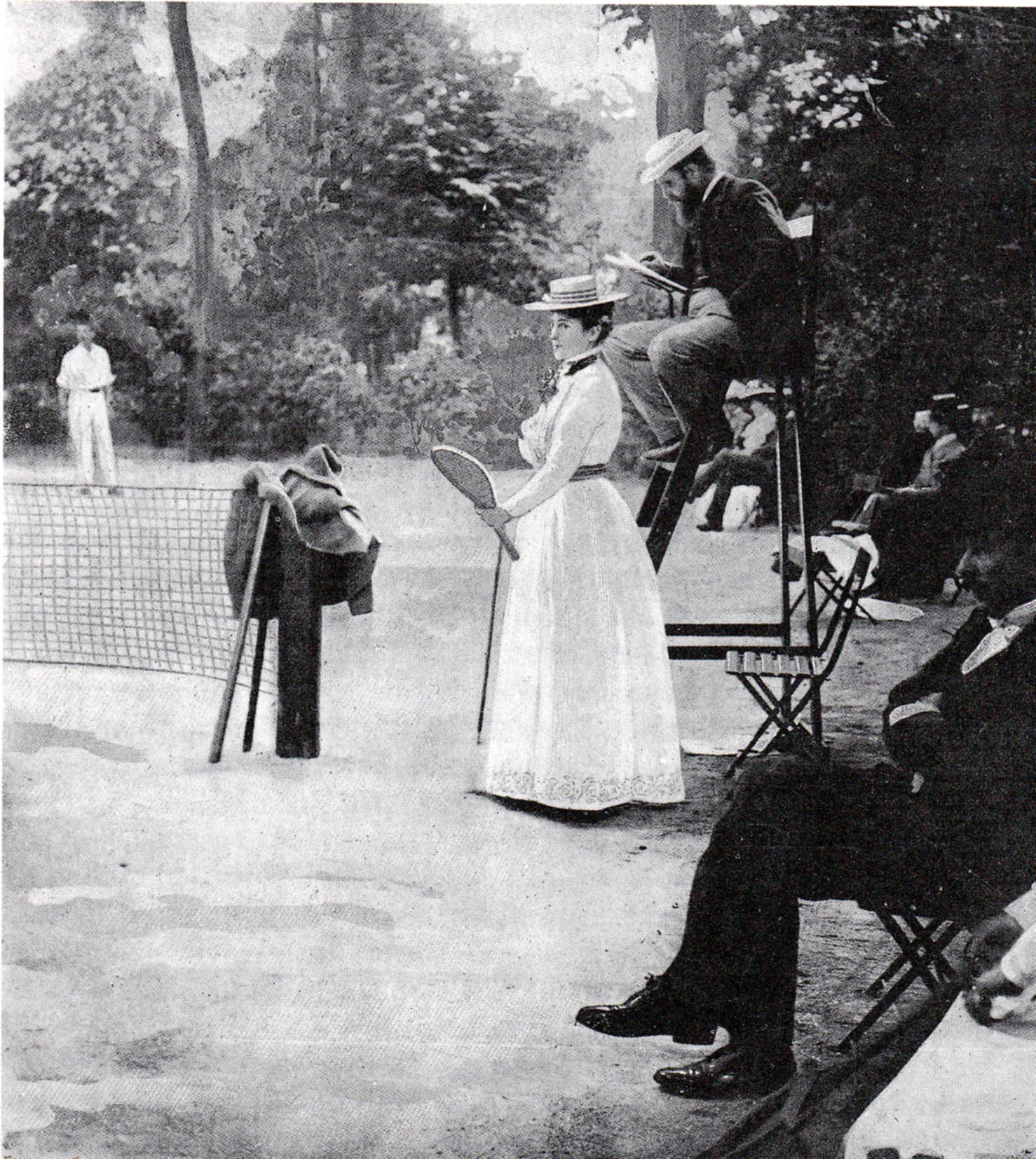
Francouzka Kate Gillouová, účastnice mixu

Tenis na Letních olympijských hrách 1900 v Paříži měl na programu soutěže mužské dvouhry, mužské čtyřhry, ženské dvouhry a smíšené čtyřhry. Ženy na olympijském turnaji startovaly poprvé. Celkem do něj nastoupilo 26 tenistů ze čtyř zemí, včetně smíšených párů různých národností ve čtyřhrách.
Poražení semifinalisté nehráli zápas o třetí místo a automaticky obdrželi bronzové medaile.

## Olympijský turnaj
Olympijský turnaj se konal na otevřených antukových dvorcích oddílu Société de l’Île de Puteaux. Události se na rozdíl od předešlé olympiády zúčastnili přední tenisté, mezi jinými mnohonásobní wimbledonští vítězové a bratři Lawrence a Reginald Dohertyovi z Velké Británie.
V ženské části startovala Hedwiga Rosenbaumová, která vybojovala dvě bronzové medaile. Jako zemi původu do zápisu uvedla Prahu a her se účastnila nezávisle na Českém olympijském výboru. Přesto byl bronzový kov z dvouhry přisouzen Čechám.
Všechny zlaté medaile si odvezli olympionici z Velké Británie. V mužské singlu triumfoval Lawrence Doherty, jenž ve finále přehrál krajan Harolda Mahonyho. Ženskou dvouhru ovládla Charlotte Cooperová po výhře nad francouzskou hráčkou Hélènou Prévostovou.
Mužskou deblovou soutěž opanovala bratrská dvojice Lawrence a Reginald Dohertyovi, když v boji o zlatý kov porazila francouzsko-americký pár Max Décugis a Basil Spalding de Garmendia.
Druhá vítězství na hrách přidali Charlotte Cooperová s Reginaldem Dohertym, kteří ve finále smíšené soutěže triumfovali nad francouzsko-britským párem Hélène Prévostová a Harold Mahony. Oba poražení vybojovali druhý stříbrný kov.

## Zúčastněné země
Celkově nastoupilo 26 tenistů ze 4 zemí:
- Čechy (BOH) – 1
- Francie (FRA) – 14
- Spojené státy americké (USA) – 5
- Velká Británie (GBR) – 6

## Přehled medailí

### Medailisté
| Soutěž          | Zlato                                                         | Stříbro                                                      | Bronz                                                     |
| Mužská dvouhra  | Lawrence Doherty · Velká Británie (GBR)                       | Harold Mahony · Velká Británie (GBR)                         | Reginald Doherty · Velká Británie (GBR)                   |
| Mužská dvouhra  | Lawrence Doherty · Velká Británie (GBR)                       | Harold Mahony · Velká Británie (GBR)                         | Arthur Norris · Velká Británie (GBR)                      |
| Ženská dvouhra  | Charlotte Cooperová · Velká Británie (GBR)                    | Hélène Prévost · Francie (FRA)                               | Marion Jonesová · Spojené státy americké (USA)            |
| Ženská dvouhra  | Charlotte Cooperová · Velká Británie (GBR)                    | Hélène Prévost · Francie (FRA)                               | Hedwig Rosenbaumová · Čechy (BOH)                         |
| Mužská čtyřhra  | Lawrence Doherty · Reginald Doherty · Velká Británie (GBR)    | Smíšené družstvo · Max Decugis · Basil Spalding de Garmendia | Harold Mahony · Arthur Norris · Velká Británie (GBR)      |
| Mužská čtyřhra  | Lawrence Doherty · Reginald Doherty · Velká Británie (GBR)    | Smíšené družstvo · Max Decugis · Basil Spalding de Garmendia | André Prévost · Georges de la Chapelle · Francie (FRA)    |
| Smíšená čtyřhra | Charlotte Cooperová · Reginald Doherty · Velká Británie (GBR) | Smíšené družstvo · Hélène Prévostová · Harold Mahony         | Smíšené družstvo · Marion Jonesová · Lawrence Doherty     |
| Smíšená čtyřhra | Charlotte Cooperová · Reginald Doherty · Velká Británie (GBR) | Smíšené družstvo · Hélène Prévostová · Harold Mahony         | Smíšené družstvo · Hedwig Rosenbaumová · Archibald Warden |

### Pořadí národů
| Pořadí  | Země                         | Zlato | Stříbro | Bronz | Celkově |
| 1.      | Velká Británie (GBR)         | 4     | 1       | 3     | 8       |
| 2.      | Francie (FRA)                | 0     | 1       | 1     | 2       |
| 3.      | Spojené státy americké (USA) | 0     | 0       | 1     | 1       |
| 4.      | Čechy (BOH)                  | 0     | 0       | 1     | 1       |
|         |                              |       |         |       |         |
|         | Smíšené družstvo (ZZX)       | 0     | 2       | 2     | 4       |
|         |                              |       |         |       |         |
| Celkově | Celkově                      | 4     | 4       | 8     | 16      |